# Ла-Флеш (округ)
Ла-Флеш (фр. La Flèche) — округ (фр. Arrondissement) во Франции, один из округов в регионе Страна Луары. Департамент округа — Сарта. Супрефектура — Ла-Флеш.
Население округа на 2006 год составляло 147 185 человек. Плотность населения составляет 93 чел./км². Площадь округа составляет всего 1588 км².